# Ungheria ai Giochi della XIX Olimpiade
L'Ungheria partecipò ai Giochi della XIX Olimpiade che si sono svolti a Città del Messico dal 12 al 27 ottobre 1968, con una delegazione di 167 atleti impegnati in 15 discipline per un totale di 116 competizioni. Portabandiera fu il giavellottista Gergely Kulcsár, alla sua terza Olimpiade, già vincitore di una medaglia d'argento e una di bronzo nelle precedenti edizioni dei Giochi.
Il bottino della squadra, fino ad allora sempre presente ai Giochi estivi con l'unica eccezione di Anversa 1920, fu di dieci medaglie d'oro, altrettante d'argento e dodici di bronzo, che valsero il quarto posto assoluto nel medagliere dietro Stati Uniti, Unione Sovietica e Giappone. Ottimi risultati vennero dalle gare di lancio dell'atletica leggera, dalla canoa/kayak, dalla lotta greco-romana e dalla scherma. L'Ungheria si aggiudicò inoltre il titolo nel calcio e nella prova a squadre del pentathlon moderno.

## Medagliere

### Per discipline
| Sport              | Oro | Argento | Bronzo | Totale |
| ------------------ | --- | ------- | ------ | ------ |
| Canoa/kayak        | 2   | 3       | 1      | 6      |
| Scherma            | 2   | 2       | 3      | 7      |
| Atletica leggera   | 2   | 1       | 4      | 7      |
| Lotta greco-romana | 2   | 0       | 1      | 3      |
| Pentathlon moderno | 1   | 1       | 0      | 2      |
| Calcio             | 1   | 0       | 0      | 1      |
| Sollevamento pesi  | 0   | 1       | 1      | 2      |
| Canottaggio        | 0   | 1       | 0      | 1      |
| Tiro               | 0   | 1       | 0      | 1      |
| Lotta libera       | 0   | 0       | 1      | 1      |
| Pallanuoto         | 0   | 0       | 1      | 1      |
| Totale             | 10  | 10      | 12     | 32     |

### Medaglie
| Medaglia | Atleta | Sport              | Evento                           |
| -------- | --- | ------------------ | -------------------------------- |
| Oro      | Gyula Zsivótzky | Atletica leggera   | Lancio del martello              |
| Oro      | Angéla Németh | Atletica leggera   | Lancio del giavellotto femminile |
| Oro      | István Básti Bertalan Bicskei Antal Dunai Lajos Dunai Károly Fatér László Fazekas István Juhász László Keglovich Lajos Kocsis Iván Menczel László Nagy Ernő Noskó Dezső Novák Miklós Páncsics István Sárközi Miklós Szalai Zoltán Szarka Lajos Szűcs Zoltán Varga | Calcio             | Maschile                         |
| Oro      | Tibor Tatai | Canoa/kayak        | C1 1000 metri maschile           |
| Oro      | Mihály Hesz | Canoa/kayak        | K1 1000 metri maschile           |
| Oro      | János Varga | Lotta greco-romana | Pesi gallo                       |
| Oro      | István Kozma | Lotta greco-romana | Pesi massimi                     |
| Oro      | András Balczó István Móna Ferenc Török | Pentathlon moderno | Gara a squadre                   |
| Oro      | Győző Kulcsár | Scherma            | Spada individuale maschile       |
| Oro      | Zoltán Nemere Győző Kulcsár Pál B. Nagy Csaba Fenyvesi Pál Schmitt | Scherma            | Spada a squadre maschile         |
| Argento  | Antal Kiss | Atletica leggera   | Marcia 50 km                     |
| Argento  | Tamás Wichmann Gyula Petrikovics | Canoa/kayak        | C2 1000 metri maschile           |
| Argento  | Csaba Giczy István Timár | Canoa/kayak        | K2 1000 metri maschile           |
| Argento  | Anna Pfeffer Katalin Sági-Rozsnyói | Canoa/kayak        | K2 500 metri femminile           |
| Argento  | Zoltán Melis György Sarlós József Csermely Antal Melis | Canottaggio        | Quattro senza maschile           |
| Argento  | András Balczó | Pentathlon moderno | Gara individuale                 |
| Argento  | Jenő Kamuti | Scherma            | Fioretto individuale maschile    |
| Argento  | Lídia Dömölky Ildikó Farkasinszky Mária Gulácsy Paula Marosi Ildikó Rejtő | Scherma            | Fioretto a squadre femminile     |
| Argento  | Imre Földi | Sollevamento pesi  | Pesi gallo                       |
| Argento  | László Hammerl | Tiro               | Carabina 50 metri a terra        |
| Bronzo   | Lázár Lovász | Atletica leggera   | Lancio del martello              |
| Bronzo   | Gergely Kulcsár | Atletica leggera   | Lancio del giavellotto maschile  |
| Bronzo   | Jolán Kleiber-Kontsek | Atletica leggera   | Lancio del disco femminile       |
| Bronzo   | Annamária Tóth | Atletica leggera   | Pentathlon                       |
| Bronzo   | Csaba Giczy István Timár Imre Szöllősi István Csizmadia | Canoa/kayak        | K4 1000 metri maschile           |
| Bronzo   | Károly Bajkó | Lotta greco-romana | Pesi welter                      |
| Bronzo   | József Csatári | Lotta libera       | Pesi medio-massimi               |
| Bronzo   | Ungheria | Pallanuoto         | Torneo Maschile                  |
| Bronzo   | Tibor Pézsa | Scherma            | Sciabola individuale maschile    |
| Bronzo   | Tibor Pézsa Miklós Meszéna János Kalmár Péter Bakonyi Tamás Kovács | Scherma            | Sciabola a squadre maschile      |
| Bronzo   | Ildikó Rejtő | Scherma            | Fioretto individuale femminile   |
| Bronzo   | Károly Bakos | Sollevamento pesi  | Pesi medi                        |

## Risultati

### Pallanuoto
| Atleta | Classifica |                     |
| --- | --- | ------------------- |
| V · D · M Nazionale maschile ungherese di pallanuoto · Giochi olimpici - Città del Messico 1968 Bodnár · Dömötör · Felkai · F. Konrád · J. Konrád · Mayer · Sárosi · Steinmetz · Molnár · Pócsik · Szívós · CT : Kálmán Markovits | Bronzo |                     |
| Nazionale maschile ungherese di pallanuoto · Giochi olimpici - Città del Messico 1968 | |                     |
| Bodnár · Dömötör · Felkai · F. Konrád · J. Konrád · Mayer · Sárosi · Steinmetz · Molnár · Pócsik · Szívós · CT: Kálmán Markovits                                                                                                  | Bodnár · Dömötör · Felkai · F. Konrád · J. Konrád · Mayer · Sárosi · Steinmetz · Molnár · Pócsik · Szívós · CT: Kálmán Markovits | Ungheria (bandiera) |